# Arxiu Comarcal de la Terra Alta
L'Arxiu Comarcal de la Terra Alta és un arxiu comarcal de la comarca de la Terra Alta, ubicat a Gandesa i inaugurat el 29 de juny de 2013. El seu objectiu és exercir d'agent cultural de la Terra Alta, assessorar les institucions en temes de gestió documental i implantació de sistemes de gestió documental i facilitar informació i documentació al conjunt de la societat. És un dels 38 membres de la Xarxa d'Arxius Comarcals de la Generalitat de Catalunya.

## Història
El Departament de Cultura ha fet una inversió d'1.803.000 € per a la construcció i equipament de l'Arxiu Comarcal en un terreny cedit per l'Ajuntament de Gandesa. L'edifici té una superfície útil d'1.518 m2, és obra de l'arquitecte Pepe Milà i està situat en una zona recentment urbanitzada situada a cinc minuts del centre. Va ser inaugurat el juny de 2013.

## Edifici
L'Arxiu Comarcal s'articula en un bloc hermètic de dues plantes en forma de cub on s'ubiquen els dipòsits de documentació i un espai en planta baixa on es localitzen els espais públics i de treball. El cub conté quatre dipòsits amb una capacitat per acollir 1.600 metres lineals de prestatgeries per a capses de mida A4 i A3, un d'ells destinat a la documentació fotogràfica i electrònica i un altre per a suports especials com pergamins, plànols, cartells. Es tracta d'un espai tancat, amb mínima penetració de llum i de màxima seguretat per garantir la conservació dels documents.
L'espai de la planta baixa es divideix en una zona de treball intern i una d'espai públic. La zona interna disposa de moll de descàrrega, sala de recepció de la documentació, àrea de desinfecció, magatzems, sales de treball, despatx, sala de reunions, etc. L'espai públic disposa d'una sala de consulta amb capacitat per a 12 persones i una sala polivalent amb capacitat per a 77 persones.
L'equipament disposa d'equips informàtics especialitzats, equips de digitalització, repositori segur de documents digitals i un sistema d'informació que permet accedir en línia a més de 4.800.000 de documents digitalitzats provinents d'altres arxius. Per a l'òptima conservació dels documents, l'arxiu disposa de sistema de control de temperatura i humitat relativa, material informàtic, estació de digitalització i cabina de discos i sistema de seguretat.

## Fons
En tractar-se d'un arxiu de nova creació els fons s'aniran ingressant de manera progressiva prèvia valoració de l'estat de conservació de la documentació i l'organització dels fons. Amb el nou equipament es vol potenciar la captació de fons de particulars i associacions i entitats, patrimonials i familiars, empreses i personals. També es pretén recuperar documentació que es va perdre durant la Guerra Civil que va suposar el trasllat a altres arxius i particulars.
Els primers fons que s'ingressaran seran el de l'Ajuntament de Gandesa, el fons privat de la cooperativa Agrícola i els fons de les oficines de la Generalitat en la comarca. A més, es dissenyarà un calendari d'ingrés de la resta de fons.